# Doris Hart
Doris Hart, ameriška tenisačica, * 20. junij 1925, St. Louis, Združene države Amerike, † 29. maj 2015, Coral Gables, Florida.
Doris Hart je osvojila karierni Grand Slam v posamični konkurenci, ženskih in mešanih dvojicah, kar je doslej uspelo le še Margaret Court in Martini Navratilovi, skupno je osvojila 35 turnirjev za Grand Slam. V posamični konkurenci je po dvakrat osvojila  Amatersko prvenstvo Francije in Nacionalno prvenstvo ZDA ter po enkrat Prvenstvo Avstralije in Prvenstvo Anglije. Skupno je zaigrala v osemnajstih finalih, od tega jih je šest dobila. V konkurenci ženskih dvojic je petkrat osvojila Amatersko prvenstvo Francije, po štirikrat Prvenstvo Anglije in Nacionalno prvenstvo ZDA ter enkrat Prvenstvo Avstralije, v konkurenci mešanih dvojic pa po petkrat Prvenstvo Anglije in Nacionalno prvenstvo ZDA, trikrat Amatersko prvenstvo Francije ter dvakrat Prvenstvo Avstralije. Leta 1969 je bila sprejeta v Mednarodni teniški hram slavnih.

## Finali Grand Slamov

### Posamično (18)

#### Zmage (6)
| Leto | Turnir                           | Nasprotnica v finalu | Rezultat finala |
| 1949 | Prvenstvo Avstralije             | Nancye Wynne Bolton  | 6–3, 6–4        |
| 1950 | Amatersko prvenstvo Francije     | Pat Canning Todd     | 6–4, 4–6, 6–2   |
| 1951 | Prvenstvo Anglije                | Shirley Fry Irvin    | 6–1, 6–0        |
| 1952 | Amatersko prvenstvo Francije (2) | Shirley Fry Irvin    | 6–4, 6–4        |
| 1954 | Nacionalno prvenstvo ZDA         | Louise Brough Clapp  | 6–8, 6–1, 8–6   |
| 1955 | Nacionalno prvenstvo ZDA (2)     | Patricia Ward        | 6–4, 6–2        |

#### Porazi (12)
| Leto | Turnir                           | Nasprotnica v finalu     | Rezultat finala |
| 1946 | Nacionalno prvenstvo ZDA         | Pauline Betz Addie       | 11–9, 6–3       |
| 1947 | Amatersko prvenstvo Francije     | Pat Canning Todd         | 6–3, 3–6, 6–4   |
| 1947 | Prvenstvo Anglije                | Margaret Osborne duPont  | 6–2, 6–4        |
| 1948 | Prvenstvo Anglije (2)            | Louise Brough Clapp      | 6–3, 8–6        |
| 1949 | Nacionalno prvenstvo ZDA (2)     | Margaret Osborne duPont  | 6–3, 6–1        |
| 1950 | Prvenstvo Avstralije             | Louise Brough Clapp      | 6–4, 3–6, 6–4   |
| 1950 | Nacionalno prvenstvo ZDA (3)     | Margaret Osborne duPont  | 6–4, 6–3        |
| 1951 | Amatersko prvenstvo Francije (2) | Shirley Fry Irvin        | 6–3, 3–6, 6–3   |
| 1952 | Nacionalno prvenstvo ZDA (4)     | Maureen Connolly Brinker | 6–3, 7–5        |
| 1953 | Amatersko prvenstvo Francije (3) | Maureen Connolly Brinker | 6–2, 6–4        |
| 1953 | Prvenstvo Anglije (3)            | Maureen Connolly Brinker | 8–6, 7–5        |
| 1953 | Nacionalno prvenstvo ZDA (5)     | Maureen Connolly Brinker | 6–2, 6–4        |